# Convolvulus boissieri
Convolvulus boissieri är en vindeväxtart. Convolvulus boissieri ingår i släktet vindor, och familjen vindeväxter.

## Underarter
Arten delas in i följande underarter:
- C. b. boissieri
- C. b. suendermannii

## Bildgalleri

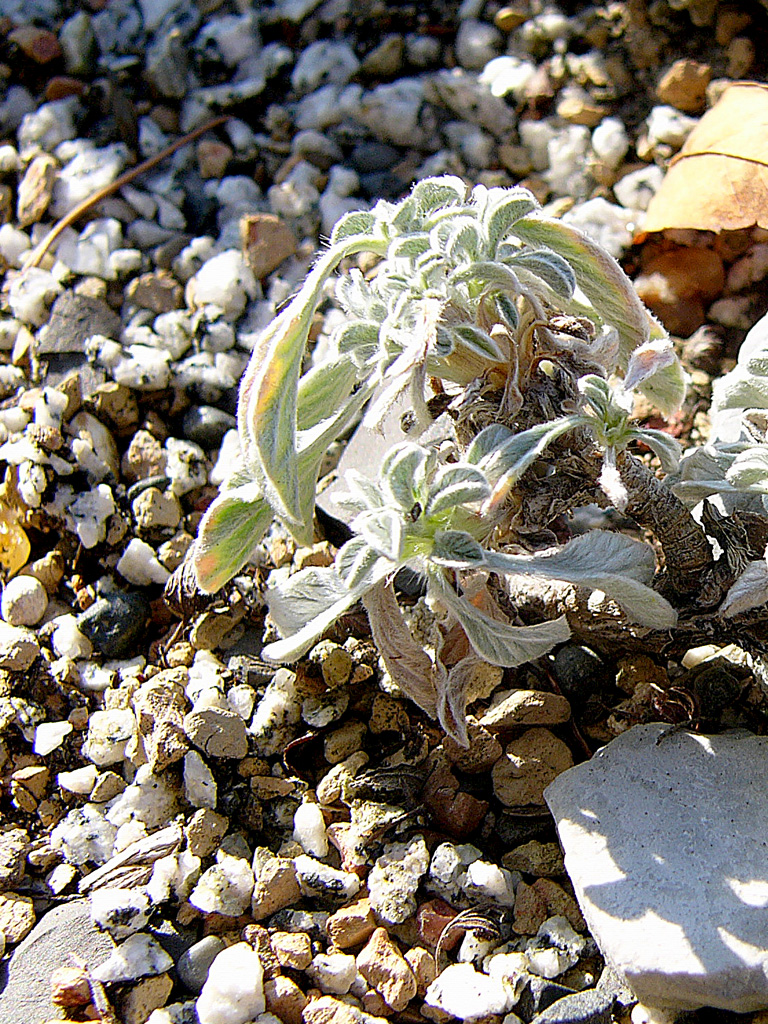